# Falske nyheder
Falske nyheder eller "fake news" er journalistik eller propaganda, der er bevidst misinformation, et fupnummer, en avisand eller en practical joke. Falske nyheder spredes via traditionelle medier og sociale medier, og de bliver skrevet og udgivet for at vildlede offentligheden for at skade en person, en organisation, et politisk parti osv. for at opnå økonomisk eller politisk fordel. Det sker ofte med sensationsprægede, overdrevne eller åbenlyst falske overskrifter for at få opmærksomhed.
Bevidst vildledende og svigagtige falske nyheder er forskellige fra satire og parodi, som er beregnet til underholdning. Falske nyheder har for at øge opmærksomheden ofte iøjnefaldende overskrifter eller helt opdigtede historier. Den udbredte online brug af sensationelle "clickbaits" for at fange læsernes opmærksomhed fremmes af reklameindtægter. Falske nyheder underminerer også den seriøse mediedækning og gør det sværere for journalister at dække væsentlige nyheder.
Falske nyheder afviger også fra begrebet meningsjournalistik, som lader journalisten være subjektiv. Forskellen ligger i sagligheden og fravigelsen af den bevidste vildledelse. Der tales om et mediebillede med stor diversitet af subjektive journalister og medier, hvor borgeren kan høre forskellige synspunkter.
Begrebet om falske nyheder, har mange paralleller til det tyske begreb Lügenpresse, "løgnepressen". Men falske nyheder må ikke forveksles med Lügenpresse, der stammer fra 1800-tallet, men genopstod i 2014, før "falske nyheder", hvor de blev brugt af den yderste tyske højrefløj. Særligt af PEGIDA. Før falske nyheder blev udbredt i USA under Donald Trump, opstod der i 2016 enkelte amerikanske referencer til Lügenpresse, og i oktober 2016 blev de brugt under en af Donald Trumps valgkampsforsamlinger, hvor den amerikanske presse sammenlignede dem med nazi-metoder.

## Dansk debat om falske nyheder
Politiken spørger i en artikel 14. januar 2017 med overskriften Sådan dræber vi de falske nyheder en række fremtrædende mediefolk om deres bud på, hvordan seriøse nyhedsmedier modvirker effekten af de falske. Abdel Aziz Mahmoud appellerer til læsernes vilje til at betale, hvad journalistik koster, iflg. Ida Ebbensgaard må vi "gøre os fortjent til danskernes tillid: være gennemsigtige omkring vores journalistik. Lytte. Favne hele offentligheden og ikke bare dem, der ligner os."
Erkan Özden har skrevet en analyserende e-bog om falske nyheder.
I bogen "FAKE NEWS: Når virkeligheden taber" understreger Vincent F. Hendricks og Mads Vestergaard, at de definerende træk ved falske nyheder ikke er, at de er faktuelt falske, men at de giver sig ud for at være journalistik og sandhedssøgning med et bagvedliggende mål om at 'høste opmærksomhed'. Dette mål er dog skjult for modtageren, idet den tilsyneladende troværdighed forsøges forstærket med "vidnesbyrd" i form af ofte manipuleret billedmateriale."
Ugebladet Mandag Morgen har lavet en faktatjek-side med bevilling fra Kulturministeriet. Danmarks Biblioteksforening har budt ind med seks kildekritiske råd til at spotte falske nyheder.

## Aktører
Spredningen af falske nyheder er blevet fremmet ved den lette adgang til online reklameindtægter, ved den øgede politiske polarisering og ved populariteten af sociale medier, primært Facebook News Feed. I Danmark har der været spredt falske nyheder af falske nyhedsmedier.
Globalt har fjendtlige aktører været involveret i at skabe og udbrede falske nyheder, især under amerikanske presidentvalg. En analyse af Buzzfeed fandt, at de 20 top falske nyheder om det amerikanske præsidentvalg i 2016 modtog mere opmærksomhed på Facebook end de 20 top seriøse nyheder om valget.

## Falske nyheder i Danmark

### Jægerbogsagen
24. september 2009 bragte BT en artikel med link til en arabisk oversættelse af Thomas Rathsacks bog Jæger - i krig med eliten. Samme dag orienterede Forsvarsminister Søren Gade Det Udenrigspolitiske Nævn og efterfølgende pressen om eksistensen af den arabiske oversættelse og det nye trusselssituation den udgjorde.
Inden havde Forsvaret uden held forsøgt at få nedlagt fogedforbud mod bogen med den begrundelse, at bogens indhold udgjorde en sikkerhedsrisiko for danske soldater på mission.
Undersøgelse slår fast, at den arabisk oversættelse var fabrikeret af Forsvarskommandoens it-chef og lækket til BT af Forsvarskommandoens informationschef.
Domstolene straffede forholdene med henholdsvis bøde og betinget fængsel.

### Falck-Bios-sagen
2014 overtog det dansk/hollandske selskab Bios ambulancedriften i Region Syddanmark. Konkurrenten Falck iværksatte en kampagne der ifølge afgørelse fra Konkurrencerådet 30. januar 2019 :
| Citat | ..i det skjulte - at formidle negative historier om BIOS til presse og medarbejdere samt målrettet at påvirke de ambulancereddere, der overvejede job hos BIOS. Strategien skulle forhindre, at redderne søgte til BIOS.” | Citat |
|       | |       |

Sagen efterforskes af Statsadvokaten for Særlig Økonomisk og International Kriminalitet med henblik på en strafferetlig forfølgelse.